# 바이에아 유나이티드 FC
바이에아 유나이티드 FC(Vaiea United Football Club)는 바이에아의 니우에 축구단으로 현재 섬에서 열리는 최고 수준의 대회인 니우에 사커 토너먼트에 참가하고 있다. 구단은 바이에아 그라운드에서 홈 경기를 치른다. 구단은 5번의 리그 우승을 차지한 니우에에서 강팀으로 알려져 있다.

## 역사
긴 공백 끝에 니우에 사커 토너먼트가 2021년 새롭게 결성된 니우에 축구 협회 아래 부활했다. 바이에라는 그 시즌에서 우승을 차지했다.

## 대회 기록
- 니우에 사커 토너먼트 오승: 2010, 2011, 2012, 2015, 2021